# Finntroll
Finntroll je finska glasbena skupina, ki se največkrat uvršča pod folk metal. Njihov edinstven zvok združuje elemente black metala, death metala, folk metala in finske polke, imenovane humppa. Kljub temu, da so Finntroll finska skupina, imajo besedila v švedščini, saj je bil prvi pevec Katla pripadnik švedske manjšine na Finskem, švedski jezik pa so želeli ohraniti tudi po njegovem odhodu. 
Ime Finntroll pride iz finske legende, po kateri so švedski duhovniki prišli na Finsko ter doživeli srečanje z divjim človekom, ki je pobil večino njihove skupine. Preživeli so po vrnitvi poročali o Finn-trollu.

## Zgodovina
Finntroll sta leta 1997 ustanovila kitarist Teemu »Somnium« Raimoranta in pevec Jan »Katla« Jämsen. Njun prvi demo Rivfader je bil posnet približno leto pozneje. 1998 so se jima v skupini pridružili še ostali člani: bobnar Samu »Beast Dominator« Ruotsalainen (bivši član Barathrum in Rapture), kitarist Samuli »Skrymer« Ponsimaa, klaviaturist Henri »Trollhorn« Sorvali (član Moonsorrow) in basist Sami »Tundra« Uusitalo. Za skupino se je začela zanimati založba Spikefarm, s katero so pozneje podpisali pogodbo. Leta 1999 so izdali svoj prvi album Midnattens Widunder (slovensko Polnočna pošast).
Njihov naslednji korak je bil album Jaktens Tid (slovensko Čas lova), ki je bil izdan leta 2001. Album se je na finskih glasbenih lestvicah odrezal zelo dobro, saj je dosegel dvajseto mesto, kar je presenetilo tako založbo kot tudi skupino samo. Njihov uspeh je privabil založbo Century Media, ki je poskrbela za promocijo po celem svetu. Še isto poletje so Finntroll že igrali na pomembnejših festivalih na Finskem in v tujini.
Leto po izidu albuma Jaktens Tid se je izkazalo za nesrečno. Poleg nekaj odpovedanih turnej se je moral od skupine posloviti pevec Jämsen, saj je imel virusni tumor na glasilkah, ki ga ni bilo mogoče kirurško odstraniti. Od glasbene kariere se je dokončno poslovil po snemanju njihovega novega, tretjega albuma Visor om Slutet (slovensko Melodije o koncu).
Omenjeni album je bil posnet v začetku januarja 2003 v gozdni koči v bližini Helsinkov. Šlo naj bi za »akustični eksperiment«, v katerem sta si vokalne naloge razdelila Jämsen in novi pevec Tapio Wilska (bivši član Sethian in Lyijykomppania). Album je bil izdan po polovični ceni in se nekaj tednov držal najvišje na lestvici prodajanih albumov po polovični ceni.
Malo pred izidom albuma Visor om Slutet se je smrtno ponesrečil kitarist Raimoranta. Finntroll niso razpadli; čez čas so se odločili nadaljevati, najprej z dvotedensko turnejo po Evropi, na kateri so se jim pridružili švedski metalci Katatonia. Raimoranto je nadomestil novi kitarist Mikael »Routa« Karlbom.
V letu 2004 je skupina izdala EP Trollhammaren (slovensko Trolsko kladivo) in album Nattfödd (slovensko Rojen ponoči). Ta jim je prinesel še širšo slavo, tako da so se v začetku januarja 2006 odpravili na svojo prvo turnejo po Združenih državah Amerike kot spremljevalna skupina Sodom.
Konec januarja 2006 je bil Tapio Wilska odpuščen z mesta vokalista skupine. Tako on kot Finntroll so v izjavah zapisali, da so razlogi za to zasebni. Zamenjal ga je Mathias »Vreth« Lillmåns, sicer pevec skupin Chtonian in Twilight Moon.
Marca 2007 so Finntroll izdali album Ur Jordens Djup (slovensko Iz globin Zemlje), za katerega je besedila prispeval Katla.
Poleti 2009 so v Sonic Pump Studios v Helsinkih posneli svoj novi album Nifelvind (slovensko Veter iz Podzemlja), ki je izšel februarja 2010. Objavili so tudi, da je Aleksi Virta, ki je bil od leta 2005 nadomestni klaviaturist na koncertih, sedaj polnopravni član skupine.

## Zasedba

### Trenutna zasedba
- Mathias 'Vreth' Lilmåns (vokal)
- Samuli 'Skrymer' Ponsimaa (kitara)
- Mikael 'Routa' Karlbom (kitara)
- Sami 'Tundra' Uusitalo (bas kitara)
- Henri 'Trollhorn' Sorvali (klaviature)
- Aleksi 'Virta' Virta (klaviature)
- Samu 'Beast Dominator' Ruotsalainen (bobni)

### Bivši člani
- Jan 'Katla' Jämsen (vokal)
- Teemu 'Somnium' Raimoranta (kitara), umrl leta 2003 zaradi padca z mostu
- Tapio Wilska (vokal)

## Diskografija
- Midnattens Widunder (1999)
- Jaktens Tid (2001)
- Visor om Slutet (EP) (2003)
- Trollhammaren (EP) (2004)
- Nattfödd (2004)
- Ur Jordens Djup (2007)
- Nifelvind (2010)
- Blodsvept (2013)
- Vredesvävd (2020)